# Lacul Buhăescu II
Lacul Buhăescu II este un lac glaciar. Este localizat în munții Rodnei, sub vârful Buhăescu Mare, la o altitudine de 1890 m. Face parte din rezervația naturală ˝Pietrosu Mare˝. Având adâncimea de 5,2 m este cel mai adânc lac glaciar din Munții Rodnei.

## Vezi și
- Lacul Buhăescu I
- Lacul Buhăescu III
- Lacul Buhăescu IV